# Лазертаг
Лазертагът (от англ laser—лазер и tag—гоненица) е военна игра, напомняща на страйкбола и пейнтбола, същността на която се заключава в елиминиране на противниковите играчи (и понякога и специални мишени) с лазерни „изстрели“ произвеждани от специален „бластер“-автомат. Самото елиминиране на даден играч става посредством регистрацията на лъча на бластера от специални датчици (сензори), прикрепени към дрехите на играчите или вградени в специална жилетка. Играта е измислена от Джон Картър III след като гледал „Междузвездни войни“. За разлика от пейнтбола и страйкбола, игралното поле е най-често на закрито и по-малко реалистично, а игрите могат да се провеждат на музика и да са съпроводени с бутафорен дим. Лазертаг може да се играе и под открито небе, в гори и паркове.